# Луна 10
Луна 10 е космически апарат, изстрелян от СССР по програмата Луна с цел изследване на Луната. Апаратът е ускорен към Луната след извеждане в околоземна орбита на 31 март 1966 г. Осъществено е влизане в окололунна орбита на 4 април, което представлява първата успешна орбита на небесно тяло.
Оборудването включва гама-спектрометър за енергии от 0,3 до 3 MeV, триосен магнетометър, пизоелектричен микрометеоритен детектор, инструменти за изследване на слънчевата плазма и инфрачервен и радиационен детектор. Изследвано е гравитационното поле на Луната. Апаратът изпраща като аудиосигнал Интернационала по случай 23-тият конгрес на КПСС. Апаратът се захранва от батерии, като функционира в продължение на 460 лунни обиколки и 219 радиосесии, преди контактът да бъде изгубен на 30 май 1966 г.
По време на пътуването към Луната на 1 април е осъществена корекция на курса. В 18:44 ст. време на 4 април апаратът влиза в орбита около Луната, като става първият изкуствен спътник на друго небесно тяло. От основната конструкция, намираща се на 350 x 1000 km с инклинация 71,9° орбита, се отделя 245 килограмов инструментален отсек. На борда се намира комплект от осцилатори, настроени за възпроизвеждане на мелодията на Интернационала. По време на репетиция на 3 април е установено че липсва един тон от мелодията, и е взето тайно решение по време на конгреса да бъде просвирен запис.
Проведени са проучвания от лунна орбита, включващи изследване на лунното магнитно поле и радиационни пояси, както и състава на лунните скали и микрометеоритната активност и радиацията в окололунното пространство. Важно откритие е наличието на области с висока плътност под басейните на лунните морета. Контактът с апарата е изгубен на 30 май 1966 г.

## Орбитални параметри
Орбитата на апарата е окололунна, с параметри:
- голяма полуос – 2413 km
- апоселен – 2738 km
- периселен – 2088 km
- ексцентрицитет – 0,14
- инклинация – 71,9°
- орбитален период — 178,05 min